# Kunsthaus Pasquart

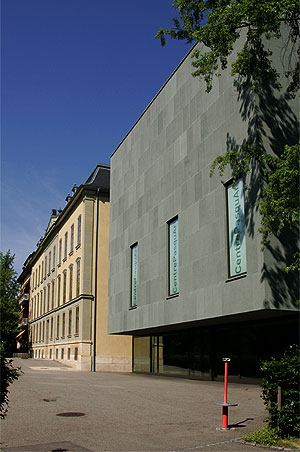
Kunsthaus Pasquart, Biel/Bienne

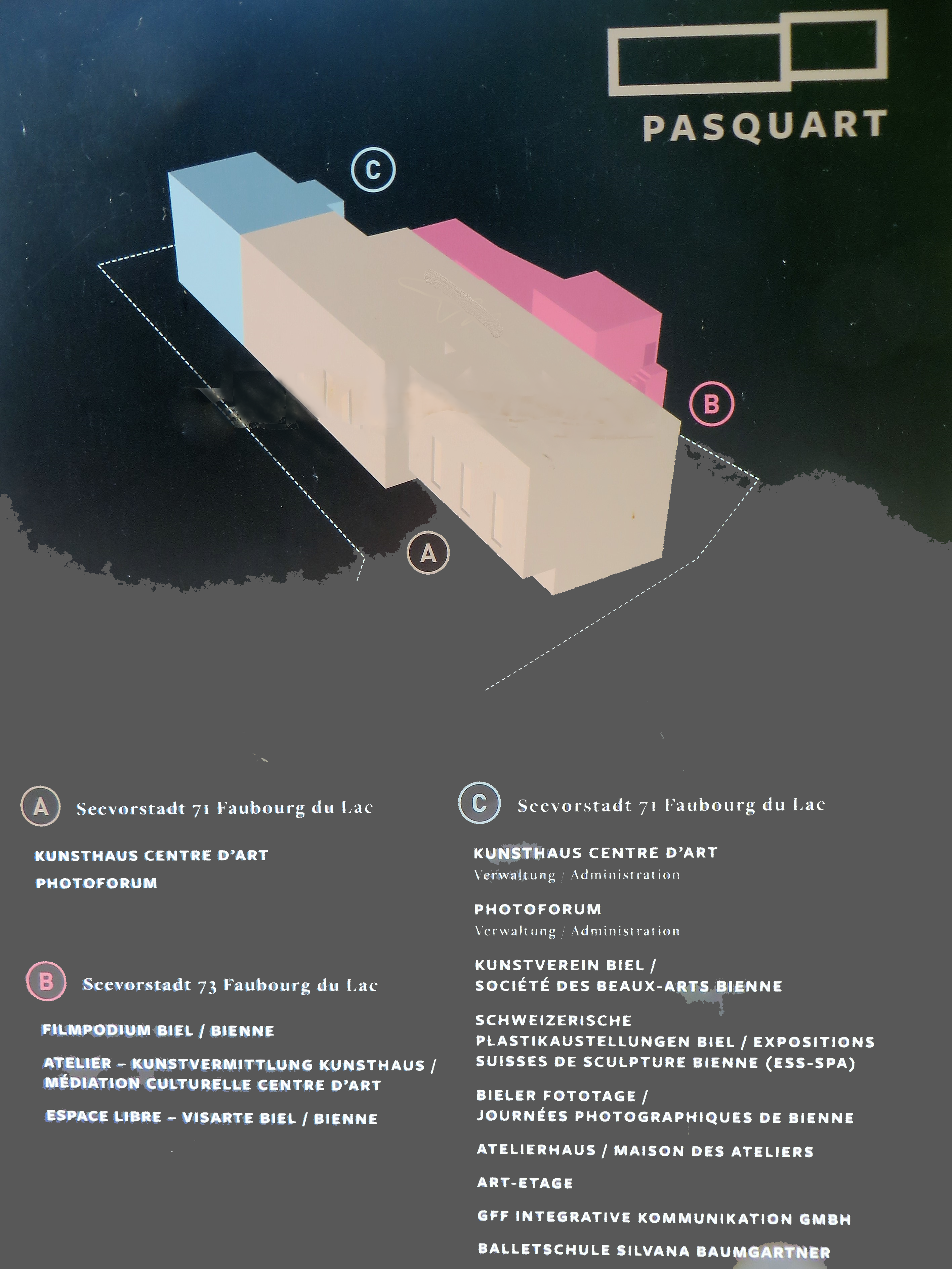
Bespielung des Kunsthauses Pasquart

Das Kunsthaus Pasquart/Centre d’Art Pasquart (gegründet 1990 in Biel/Bienne) ist ein Schweizer Museum für zeitgenössische Kunst. Es vereint unter einem Dach die folgenden Institutionen: Das Kunsthaus, die Sammlung des Kunsthauses, das Photoforum Pasquart, den Kunstverein Biel, das Filmpodium Biel, den Schweizer Kunstverein, die regionale Sektion des Schweizerischen Ingenieur- und Architektenvereins (SIA), den Bieler Museumsverein und ein Unterstützerkomitee zugunsten des Kunsthauses Pasquart.

## Geschichte
1990 wurde das Kunsthaus Pasquart im ehemaligen Spitalgebäude der Stadt Biel/Bienne eröffnet. Die Renovierung des ehemaligen Bieler Spitalgebäudes und die Bespielung mit ersten Ausstellungen gehen auf die Unterstützung der Stadtbehörden, des Bundes, des Kantons Bern, von Privatpersonen und der beteiligten Vereine zurück. 1992 beschloss der Gemeinderat jedoch, die Subventionen einzustellen und das Gebäude anders zu nutzen. Die Proteste der inzwischen beteiligten Vereine erreichen eine weitere städtische Finanzierung.
1993 wurde bekannt, dass der Industrielle Paul Arist Poma dem Kunstmuseum sieben Millionen Schweizer Franken vermachte, unter der Bedingung, dass die Stadt Biel für den Museumsbau mit dem doppelten Betrag aufstockt. Daher konnten die Stadt Biel und der Kanton Bern 1998–1999 ein neues Gebäude von dem Architekturbüro Diener & Diener aus Basel errichten lassen. Nach Abschluss der Bauarbeiten wurde das Kunsthaus Pasquart am 1. Januar 2000 wiedereröffnet.
2018 trat das Zentrum dem fOrum culture bei, dem Dachverband der Kulturschaffenden des Berner Jura, des Kantons Jura und der Stadt Biel.

## Gebäude
Das Gebäude des Kunsthauses Pasquart ist in drei Teile gegliedert. Der erste, zentrale Teil wurde 1866 erbaut und war das erste Krankenhaus (Spital) in Biel. 1955 wurde ein Westflügel angebaut, in dem ein Seniorenheim untergebracht war, während der Mittelteil als Schule diente.
Von 1998 bis 1999 wurde das alte Krankenhaus renoviert und ein moderner Flügel im Osten hinzugefügt. Verbindendes Glied zwischen Alt- und Neubau ist das alte Treppenhaus. Der Neubau ist ein Kubus, der mit dunkelgrünen Granitplatten verkleidet und dessen Fassade durch vertikale Fensterschlitze gegliedert ist. So wurden insgesamt 1.600 Quadratmeter Ausstellungsfläche geschaffen. Die Architekten des Neubaus, Diener & Diener Architekten, erhielten im Jahr 2000 den Bernischen Kulturpreis in der Kategorie Architektur, Technik und Umwelt (ATU). Das Erdgeschoss ist durchgehend verglast. Der erste Stock beherbergt drei Ausstellungsräume, die durch die bodenhohen Fenster der Vorder- und Rückseite erhellt werden. Im zweiten Stock befindet sich der «Salle Poma», der ausschließlich über Oberlichter Licht erhält.
2008 wurde Räume des Westflügels von den Vereinen und Firmen des Kunsthauses und die Ateliers von Künstlern bezogen.

## Ausstellungen
Das Kunsthaus Pasquart präsentiert Einzel- und Gruppenausstellungen von regionalen, nationalen und internationalen Künstlern. Häufig werden Schweizer Künstler präsentiert, wie Vanessa Billy, Manuel Burgener, Florian Graf, Fabrice Gygi, Andrea Heller Camuzet, Esther van der Bie, Fabian Marti, Claudia Comte, Edi Aschwanden, Karin Lehmann, Uriel Orlow, Gilles Porret, Franziska Megert, Pat Noser, Julia Steiner, Luc Mattenberger, Denis Savary, Bruno Meier, San Keller, Stéphane Zaech, Hannes Brunner, Reto Leibundgut, Urs Dickerhof, Emmanuelle Antille, Gian Pedretti, Hervé Graumann, Isabelle Krieg, Claudia Di Gallo, Stefan Banz, Renate Buser, Heinz Peter Kohler, Martin Ziegelmüller, Francesca Gabbiani, Barbarella Maier, Christoph Rihs, Klaudia Schifferle, Simone Zaugg, Erik Steinbrecher, Daniel Zimmermann.
Unter den ausgestellten ausländischen Künstlern waren Caroline Achaintre, Burhan Dogançay und Jacques Villeglé aus Frankreich, Kudzanai-Violet Hwami aus Simbabwe, Emma Talbot, Dexter Dalwood und Charles Sandison aus dem Vereinigten Königreich, Jessica Jackson Hutchins, David Panos, Christo und Jeanne-Claude aus den Vereinigten Staaten von Amerika, Anja Kirschner, Johannes Kahrs, Ise Schwartz aus Deutschland, Eva Löfdahl aus Schweden, Kirsi Mikkola aus Finnland, Costantino Ciervo  aus Italien, Chiharu Shiota aus Japan, Carmen Calvo und José Manuel Ciria aus Spanien, Magdalena Abakanowicz aus Polen, Kapwani Kiwanga aus Kanada, Omar Ba aus Senegal.
2020 war das Kunsthaus Pasquart eingeladen, im Kunsthaus Baselland auszustellen, um regionalen Künstlern eine erhöhte Sichtbarkeit zu bieten. Den Absolventen der Hochschule der Künste Bern wird jährlich im Rahmen eines Diplomfestivals die Chance geboten, ihre Arbeiten einer größeren Öffentlichkeit zu präsentieren.
Seit 1992 werden alle vier Jahre die Stipendiaten der Aeschlimann Corti Stiftung im Kunsthaus Pasquart ausgestellt. Wegen der Corona-Pandemie hat sich der vierjährige Rhythmus von 2020 auf 2021 verschoben.

## «Stiftung Centre PasquArt»
1994 schlossen sich das Photoforum, das Filmpodium, der Kunstverein Biel, die Stiftung der Sammlung Kunsthaus Pasquart, der Berufsverband der visuell schaffenden Künstlerinnen und Künstler in der Schweiz (visarte) und die Stadt Biel zur «Stiftung Centre PasquArt» zusammen. Der Stiftungsrat setzt sich zusammen aus Vertretern aller tragenden Organisationen und aus weiteren Persönlichkeiten des kulturellen Lebens aus Biel und dem Kanton Bern. Aufgabe der Stiftung ist es, die Infrastruktur des Kunsthauses in Schuss zu halten, Ausstellungen zu organisieren und ein lebendiges Austauschforum zur Verfügung zu stellen.

## «Stiftung Kunsthaus-Sammlung»
Die 1991 gegründete «Stiftung Kunsthaus-Sammlung» hat zum Ziel, Werke zu erwerben, die hauptsächlich auf den temporären Ausstellungen des Kunsthauses basieren, und eine Sammlung aufzubauen. Sie vereint mehr als 1800 Werke und umfasst insbesondere einen bedeutenden Bestand an Werken des Malers und Zeichners Bruno Meier sowie der Künstler Heinz-Peter Kohler und Martin Ziegelmüller, die der Stiftung einen Grossteil ihrer grafischen Werke geschenkt haben.